# Särsjöhån
Särsjöhån är en sjö i Älvdalens kommun i Dalarna och ingår i Dalälvens huvudavrinningsområde. Sjön har en area på 0,151 kvadratkilometer och ligger 764,1 meter över havet. Sjön avvattnas av vattendraget Storån.

## Delavrinningsområde
Särsjöhån ingår i det delavrinningsområde (689917-132380) som SMHI kallar för Utloppet av Särsjöhån. Medelhöjden är 815 meter över havet och ytan är 1,71 kvadratkilometer. Räknas de 13 avrinningsområdena uppströms in blir den ackumulerade arean 94,48 kvadratkilometer. Storån som avvattnar avrinningsområdet har biflödesordning 2, vilket innebär att vattnet flödar genom totalt 2 vattendrag innan det når havet efter 517 kilometer. Avrinningsområdet består mestadels av skog (60 procent) och kalfjäll (30 procent). Avrinningsområdet har 0,16 kvadratkilometer vattenytor vilket ger det en sjöprocent på 9,1 procent.